# Fabrizio De Flaviis
Fabrizio De Flaviis (Roma, 1º ottobre 1988) è un doppiatore e direttore del doppiaggio italiano.

## Biografia
Figlio del direttore del doppiaggio Flavio e fratello dell’ex doppiatrice Valeria, inizia la carriera di doppiatore a quattro anni. Dal 2000 comincia ad avere i primi ruoli da protagonista, ad esempio doppiando Jamie Bell in Billy Elliot. In campo televisivo il suo ruolo più significativo è stato quello di Walter White Jr. nella serie Breaking Bad. Lavora anche come direttore e dialoghista.

## Doppiaggio

### Film
- Jamie Bell in Billy Elliot, King Kong, The Eagle, 40 carati
- Nicholas Hoult in About a Boy - Un ragazzo, X-Men - L'inizio, La favorita, Tolkien
- Harry Melling in Harry Potter e la pietra filosofale, Harry Potter e la camera dei segreti, Harry Potter e l'Ordine della Fenice, Harry Potter e i Doni della Morte - Parte 1
- Chris Massoglia in Aiuto vampiro, The Hole
- Rafi Gavron in Complicità e sospetti, Nick & Norah - Tutto accadde in una notte
- Eric Lloyd in Che fine ha fatto Santa Clause?, Santa Clause è nei guai
- Raphaël Personnaz in Per sfortuna che ci sei, Anna Karenina
- Anton Yelchin in Charlie Bartlett
- Alex Pettyfer in Alex Rider: Stormbreaker
- Rupert Grint in In viaggio con Evie
- Corbin Bleu in High School Musical 3: Senior Year
- Pierre Boulanger in Monsieur Ibrahim e i fiori del Corano
- Jake Abel in Percy Jackson e gli dei dell'Olimpo - Il ladro di fulmini
- Jon Abrahams in Gardener of Eden - Il giustiziere senza legge
- Kieran Culkin in Le regole della casa del sidro
- Ryan Pinkston in 14 anni vergine
- Chris Owen in The Mist
- Kevin Zegers in Transamerica
- Lucas Till in Hannah Montana: The Movie
- Freddy Rodríguez in Dreamer - La strada per la vittoria
- Bow Wow in Roll Bounce
- Daniel Logan in Star Wars: Episodio II - L'attacco dei cloni
- Charlie Weber in Mordimi
- Gregg Sulkin in Avalon High
- Julian Griffith in Hardball
- Nathan Stephenson in Skyrunners
- Chris Zylka in The Amazing Spider-Man
- Channing Tatum in 21 Jump Street, 22 Jump Street
- Josh Hutcherson in I ragazzi stanno bene
- Matt O'Leary in Unico testimone
- David Kaye in La rapina
- Cam Gigandet in Easy Girl
- Max Benitz in Master & Commander - Sfida ai confini del mare
- Sam Claflin in Rachel
- Ciro Petrone in Pinocchio (film 2019, versione inglese)
- David Alvarez in West Side Story
- Max Minghella in Babylon
- Andrew James Allen in Ricetta per un disastro
- Colton Haynes in Teen Wolf - Il film
- Tichon Žiznevskij in Major Grom - Il medico della peste
- Romulo Arantes Neto in Un vampiro in famiglia
- Harris Dickinson in Babygirl
- Chris Hemsworth in 7 sconosciuti a El Royale
- Ben Milliken in The Image of You
- Miles Caton ne I peccatori
- Eddy Yu in Una pallottola spuntata
- Ismael Cruz Córdova ne Il blindato dell'amore

### Serie televisive
- Craig Horner in La spada della verità, C'era una volta
- Corbin Bleu in High School Musical 2, High School Musical: The Musical - La serie
- Miguel Bernardeau in Élite, Élite - Storie brevi, Amore e vendetta - Zorro
- Gregg Sulkin in Avalon High
- Jean-Luc Bilodeau in I 16 desideri
- Daniel Clark in Grizzly Falls
- Noah Reid in Black Hole High
- Jesse McCartney in Summerland
- Richard Brancatisano in Power Rangers Mystic Force
- Adam Saunders in Blue Water High
- David Tournay in Summer Crush
- Blake Hampson in The Sleepover Club
- Chuck Hittinger in Pretty Little Liars
- Robbie Amell in Pretty Little Liars
- Kevin Jonas in Jonas L.A.
- The Weeknd in The Idol
- Nicholas Hoult in Skins
- Christoph Sanders in Ghost Whisperer - Presenze
- Max Carver in Desperate Housewives
- Daren Kagasoff in La vita segreta di una teenager americana
- Kevin Zegers in Gossip Girl
- Colton Haynes in Teen Wolf, American Horror Story
- Jake Abel in Supernatural
- Grant Gustin in Glee
- Ricky Ullman in Phil dal futuro
- RJ Mitte in Breaking Bad
- Joe Dinicol in Arrow
- Will Tudor in Shadowhunters
- Tom Hughes in Victoria
- George Tchortov in Designated Survivor
- Hunter Parrish in Quantico
- Michael Oberholtzer in Sneaky Pete
- Greg Austin in Hunters
- Alberto Frezza in Station 19
- Malcolm Goodwin in Reacher
- Pablo Martínez in Teen Angels
- Juan Manuel Guilera in Niní
- Lucas Verstraeten in Incorreggibili
- Alex Rosguer in Grachi
- Luke Mitchell  in Legacies
- Marco Pigossi in Gen V
- Kim Woo-bin in Black Knight
- Pierro Niel-Mee in Andor

### Film d'animazione
- Il re leone II - Il regno di Simba: Kovu piccolo
- Ritorno all'Isola che non c'è: Orsetto
- Topolino e la magia del Natale: Max
- Totò Sapore e la magica storia della pizza: Fefè
- Lupin e le profezie di Nostradamus: Sergeau (2º doppiaggio)
- Gladiatori di Roma: Cassio
- Baby Boss: Jimbo
- Ferdinand: Ferdinand
- Dolittle: Yoshi,  l'orso polare
- Metropolis: Kenichi
- Firebreather: Duncan Rosenblatt

### Cartoni animati e anime
- Teamo Supremo: Hector / Skatelad
- Violence Jack: Kinichi
- Bem, il mostro umano: Jimmy
- Four Eyes!: Skyler
- Lo stregone Orphen: Hartia da bambino
- La squadra del cuore: Kazuto Mori
- Duel Masters: Jamira
- Holly & Benji Forever: Pierre Le Blanc e Pepe
- Lloyd nello spazio: Lloyd Nebulon
- Stanley: Lionel Griff
- Horseland: Will Taggert
- Il gatto di Frankenstein: Sweeny
- Thermae Romae Novae: Tito
- Death Note: Mello
- Ultimate Muscle: Kid Muscle
- Kim Possible: Wade Load (1ª voce)
- Sandokan - La tigre ruggisce ancora: Kammamuri
- Ultimate Spider-Man: Power Man / Luke Cage
- Ghostforce - Marlo
- Kick Chiapposky - Aspirante stuntman: Kick Chiapposky
- Inuyasha (st. 2-6 e The Final Act): Kohaku
- Inazuma Eleven: Joseph King, Drago Hill
- Last Exile: Dio Eraclea
- BECK - Mongolian Chop Squad: Hiroshi Sakurai
- Pretty Cure Splash Star: Kazuya Mishō
- Digimon Fusion Battles: Shurimon
- La collina dei conigli: Quintilio
- Mobile Suit Z Gundam: Kamille Bidan
- One-Punch Man: Garo

### Videogiochi
- Freyr in God of War Ragnarök[2]